# Set packing
Le problème de set packing est un problème d'optimisation combinatoire NP-complet. Il peut être considéré comme une version particulière du problème du sac à dos multidimensionnel où les poids des objets sont égaux à 0 ou 1 et où les capacités du sac sont toutes égales à 1.